# Giuseppe Liberto
Giuseppe Liberto (Chiusa Sclafani, 21 agosto 1943) è un presbitero, direttore di coro e compositore italiano, già direttore della Cappella musicale pontificia sistina.

## Biografia
Monsignor Giuseppe Liberto ha frequentato gli studi filosofici e teologici presso il Seminario dell'arcidiocesi di Monreale ed è stato ordinato sacerdote nel 1969.
Sin dall'inizio del suo ministero ha svolto il compito di maestro di Cappella nel duomo di Monreale. È stato anche docente presso il Conservatorio Vincenzo Bellini di Palermo, dove aveva conseguito i diplomi di strumentazione per banda nel 1975 e composizione nel 1977, e presso la Facoltà Teologica di Sicilia, dove ha insegnato musicologia liturgica.

### Direttore della Cappella Musicale Pontificia "Sistina"
Il 29 maggio 1997 papa Giovanni Paolo II lo ha nominato maestro direttore della Cappella musicale pontificia sistina.
Oltre che nelle numerose Celebrazioni Papali ha diretto la Cappella in più di settanta concerti in Italia e all'estero (Giappone, Ungheria, Malta, Spagna, Croazia, Albania e Germania).
Per la Libreria editrice vaticana ha aperto nel 2004 la collana Liturgica Poliphonia - I Canti della Cappella Musicale Pontificia "Sistina" per la quale sono stati già editi i fascicoli contenenti sue composizioni: Crux gloria, Te Deum laudamus, Magnificat, Laudate Pueri, Missa "Pie Iesu Domine", Tu es Petrus e Mane nobiscum Domine.
Il 3 novembre 2007, l'Accademia Bonifaciana di Anagni (FR) su proposta del fondatore e Rettore Sante De Angelis, gli assegna il Premio Internazionale Bonifacio VIII ed il titolo di Accademico Onorario, diventando il 9 ottobre 2017 Senatore Accademico Onorario della stessa Istituzione, carica che ricopre a tutt'oggi.
Il 16 ottobre 2010, con la nomina del nuovo direttore del coro pontificio da parte di papa Benedetto XVI, termina il suo mandato in "Sistina". 
Successivamente viene nominato protonotario apostolico "supra numerum".

### Altre attività
- Produzione vocale e strumentale: In attesa dell'Aurora, Concerto per organo, orchestra e mezzosoprano; Cantata per l'Adorazione della Croce, per soli, coro e orchestra; Duo per flauto e pianoforte; Laudes Regiae per sestetto di ottoni e organo; Sigillo sul cuore per orchestra d'archi, organo, tromba solista e timpani; composizioni diverse per organo e liriche per Voce e Pianoforte.
- Nel 2004 è uscito il CD Coronas Annum Benignitate contenente sue composizioni organistiche per l'anno liturgico, registrate in Germania dall'organista Gianluca Libertucci.
- Per la Libreria editrice vaticana ha fondato nel 2004 Liturgica Poliphonia - I Canti della Cappella Musicale Pontificia "Sistina", collana contenente sue composizioni: Crux gloria, Te Deum laudamus, Magnificat, Laudate Pueri, Missa Pie Iesu Domine, Tu es Petrus e Mane Nobiscum Domine.
- Ha pubblicato anche per le Edizioni Carrara, LDC, "Vivere in", Paoline, Porziuncola, Kelidon Edizioni e OMC Casa Discografica.

## Opere principali
- Collana Liturgica Poliphonia - I canti della Cappella Musicale Pontificia "Sistina":
  - Crux Gloria;
  - Te Deum Laudamus;
  - Magnificat;
  - Laudate Pueri;
  - Missa Pie Iesu Domine (contenente il Requiem svolto durante i funerali di papa Giovanni Paolo II);
  - Tu es Petrus (contenente brani eseguiti dalla Cappella musicale pontificia per l'insediamento di papa Benedetto XVI);
  - Mane Nobiscum Domine;
  - Tibi laus Domine;
- In Attesa dell'Aurora (Concerto per Organo, Orchestra e Mezzosoprano);
- Cantata per l'adorazione della Croce (per Soli, Coro ed Orchestra);
- Duo per Flauto e Pianoforte;
- Laudes Regiae (per sestetto di Ottoni ed Organo);
- Sigillo sul Cuore (per Orchestra d'Archi, Organo, Tromba solista e Timpani);
- Varie Liriche per Voce e Pianoforte;
- Coronas Annum Benignitate Tua (contenente sue composizioni organistiche per l'Anno liturgico).

### Messe
- Messa Prima
- Messa Seconda
- Messa Terza
- Messa Quinta
- Messa Settima
- Messa Ottava
- Messa Nona